# Гудачек, Владимир
Владимир Гудачек (чеш. Vladimír Hudáček; род. 28 октября 1971 года, Ческе-Будеёвице, Чехословакия) — чешский хоккеист, вратарь. Чемпион мира 2000 и 2001 годов. Хоккейный агент.

## Биография
Владимир Гудачек начал свою хоккейную карьеру в 1992 году, в клубе «Йиндржихув-Градец». За свою карьеру он сменил много команд, играл в чешской Экстралиге и российской Суперлиге. В сборной Чехии Гудачек был в заявке на чемпионатах мира 2000 и 2001 годов, выиграв на обоих турнирах золотую медаль.
После окончания игровой карьеры был тренером вратарей клуба КХЛ «Металлург Магнитогорск» (в сезоне 2010/11), с 2011 года является хоккейным агентом.

## Достижения
- Чемпион мира 2000 и 2001
- Лучший вратарь плей-офф Экстралиги 2001 по проценту отражённых бросков (94.5)

## Статистика
Всего за карьеру сыграл 571 матч (чешская Экстралига — 316 игр, российская суперлига — 98 игр, российская высшая лига — 61 игра, словацкая Экстралига — 45 игр, чешская первая лига — 41 игра, сборная Чехии — 10 игр).